# Orăștioara de Sus
Orăștioara de Sus is een Roemeense gemeente in het district Hunedoara.
Orăștioara de Sus telt 2322 inwoners.